# Kiss from the Darkness
Kiss from the Darkness è il nono album in studio del gruppo musicale giapponese Scandal, pubblicato nel 2020.

## Tracce
1. Tonight – 3:43 (testo: Mami – musica: Mami)
2. Masterpiece (マスターピース) – 4:19 (testo: Rina – musica: Mami)
3. Fuzzy – 4:47 (testo: Rina – musica: Mami)
4. Saishūheiki, Kimi (最終兵器、君) – 3:55 (testo: Rina – musica: Mami)
5. Laundry Laundry (ランドリーランドリー) – 4:17 (testo: Tomomi – musica: Tomomi)
6. Neon Town Escape – 4:25 (testo: Haruna – musica: Haruna)
7. Ceramic Blue (セラミックブルー) – 3:58 (testo: Mami – musica: Mami)
8. Kinenbi (記念日) – 4:51 (testo: Rina – musica: Mami)
9. Mabataki (まばたき) – 3:49 (testo: Rina – musica: Rina)
10. A.M.D.K.J. – 3:36 (testo: Rina – musica: Mami)
11. Tsuki (月) – 4:23 (testo: Rina – musica: Mami)
12. You Go Girl! (Hidden Bonus Track)

## Formazione
- Haruna – voce, chitarra
- Mami – chitarra, cori
- Tomomi – basso, cori, voce
- Rina – batteria, cori